# Sökmotormarknadsföring
Sökmotormarknadsföring, SEM (Search Engine Marketing) är aktiviteter som syftar till att synliggöra ett företag på sökmotorer. Sökmotoroptimering innefattar processer och aktiviteter som får hemsidan synas bland de organiska resultaten – alltså att sökmotorn anser att företagets sidan är den mest relevanta för en given sökning. Sökmotorannonsering innebär å andra sidan att man köper annonsplats för att synliggöra företaget på sökmotorer. Detta betalas t.ex. per klick (PPC) eller per tusen visningar (CPM).  